# NGC 6780
NGC 6780 este o galaxie situată în constelația Telescopul. A fost descoperită în 9 iunie 1836 de către John Herschel. Se află la o distanță de 49,42 de megaparseci de Pământ.